# Aetomylaeus
Aetomylaeus is een geslacht van Chondrichthyes (kraakbeenvissen) uit de familie van de adelaarsroggen (Myliobatidae). Aetomylaeus asperrimus en Aetomylaeus bovinus werden voorheen tot het voormalige geslacht Pteromylaeus gerekend.

## Soorten
- Aetomylaeus asperrimus (Gilbert, 1898)
- Aetomylaeus bovinus (Geoffroy Saint-Hilaire, 1817)
- Aetomylaeus caeruleofasciatus White, Last & Baje, 2015
- Aetomylaeus maculatus (Gray, 1834)
- Aetomylaeus milvus (Müller & Henle, 1841)
- Aetomylaeus nichofii (Bloch & Schneider, 1801)
- Aetomylaeus vespertilio (Bleeker, 1852)
- Aetomylaeus wafickii Jabado, Ebert & Al Dhaheri, 2022